# Melitaea athalia
Melitaea athalia là một loài bướm trong họ Nymphalidae. Chúng được tìm thấy khắc Palaearctic từ Tây Âu đến Nhật Bản, trong heathland, đồng cỏ, và ở rừng cây gỗ coppice. Mối liên hệ của loài này với rừng gỗ coppiced đã mang lại tên "woodman's follower" trong tiếng Anh ở một số khu vực của Anh quốc. Nó được xem là loài bị đe dọa ở UK và Đức, nhưng không phải trên phạm vi toàn châu Âu và toàn cầu.

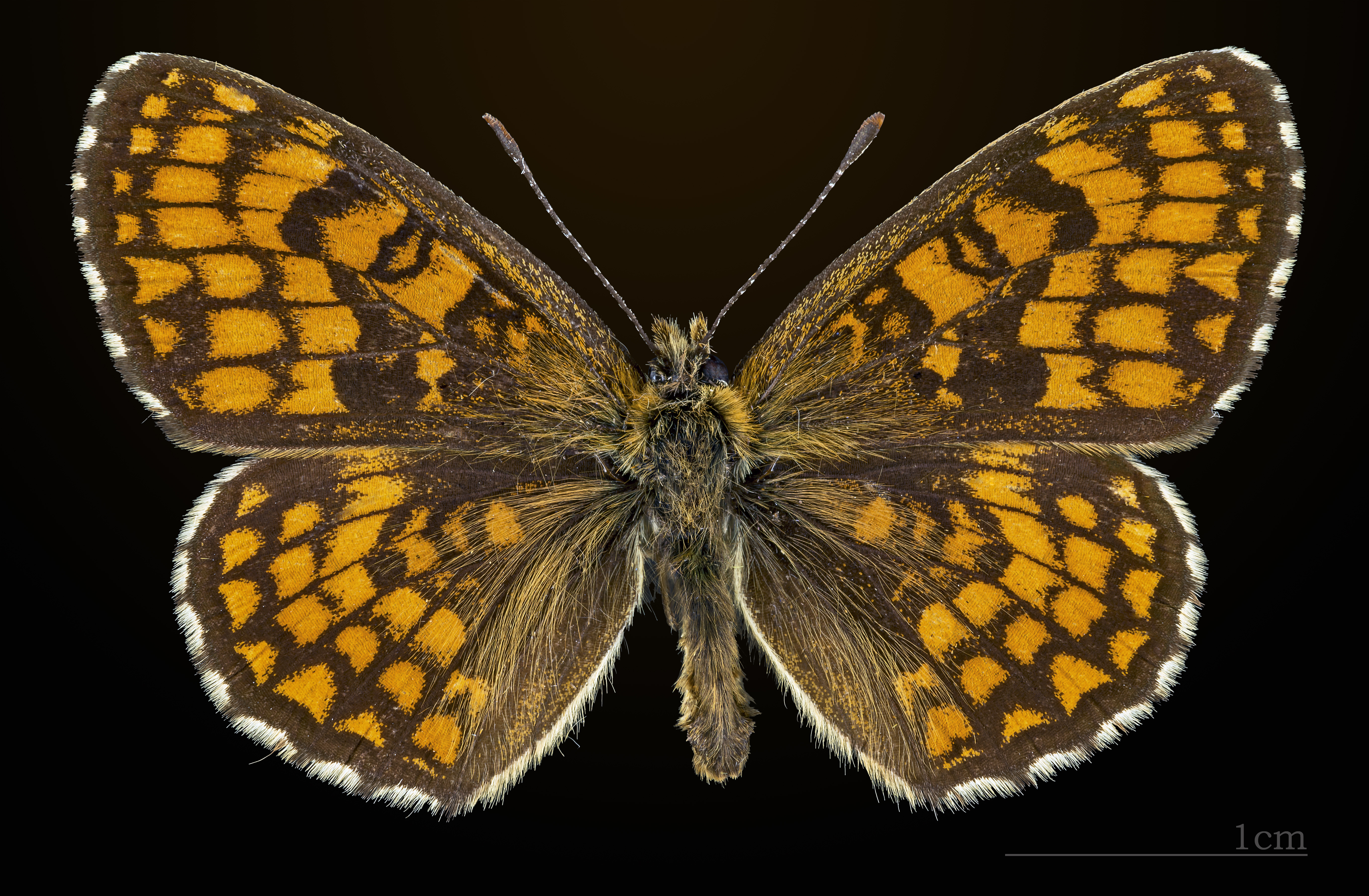
♂
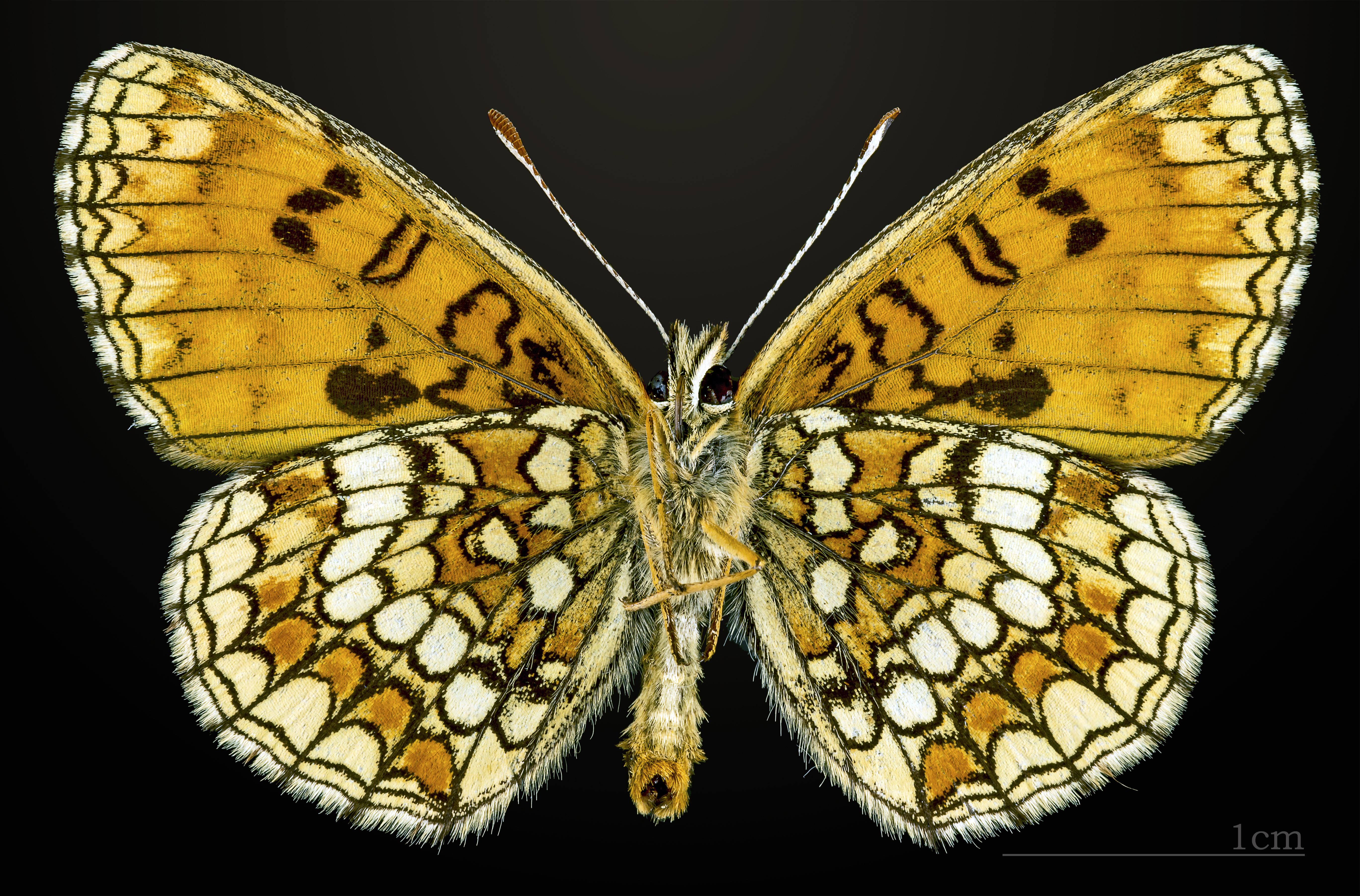
♂ △
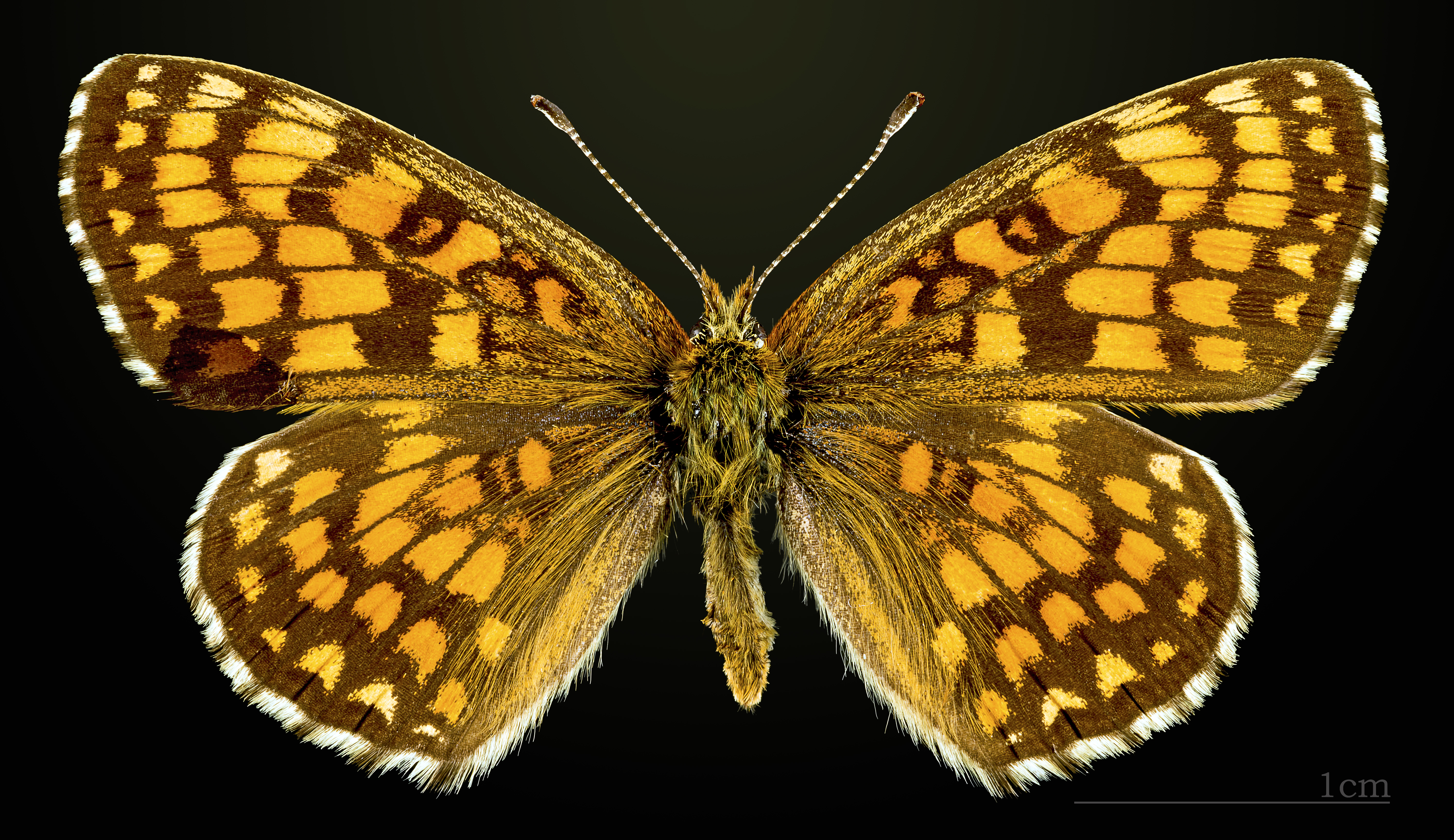
♀
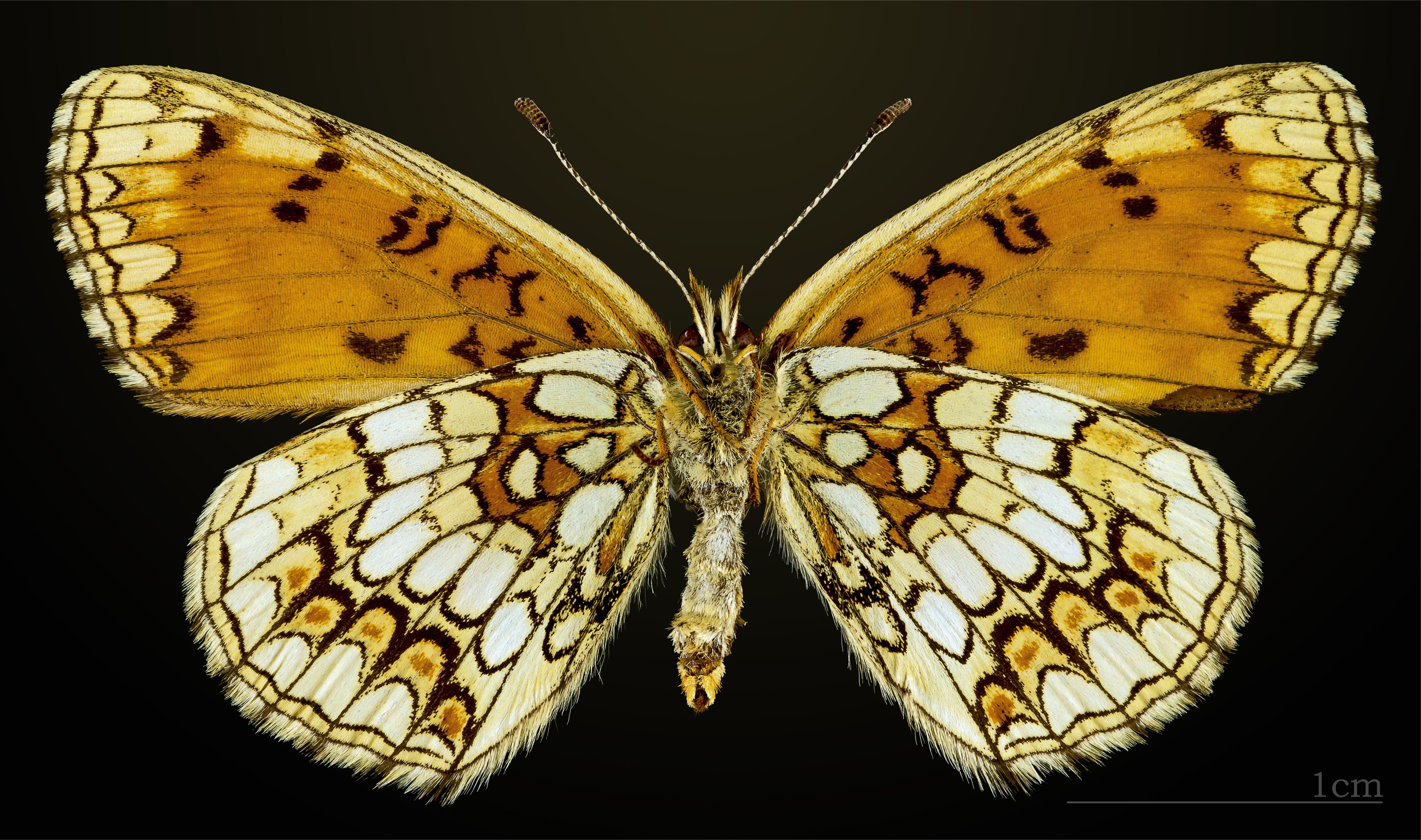
♀ △

## phân loài
- M. a. athalia
- M. a. norvegica Aurivillius 1888
- M. a. celadussa Frühstorfer 1910
- M. a. dictynnoides (Hormuzaki 1898)
- M. a. lucifuga (Fruhstorfer 1917)

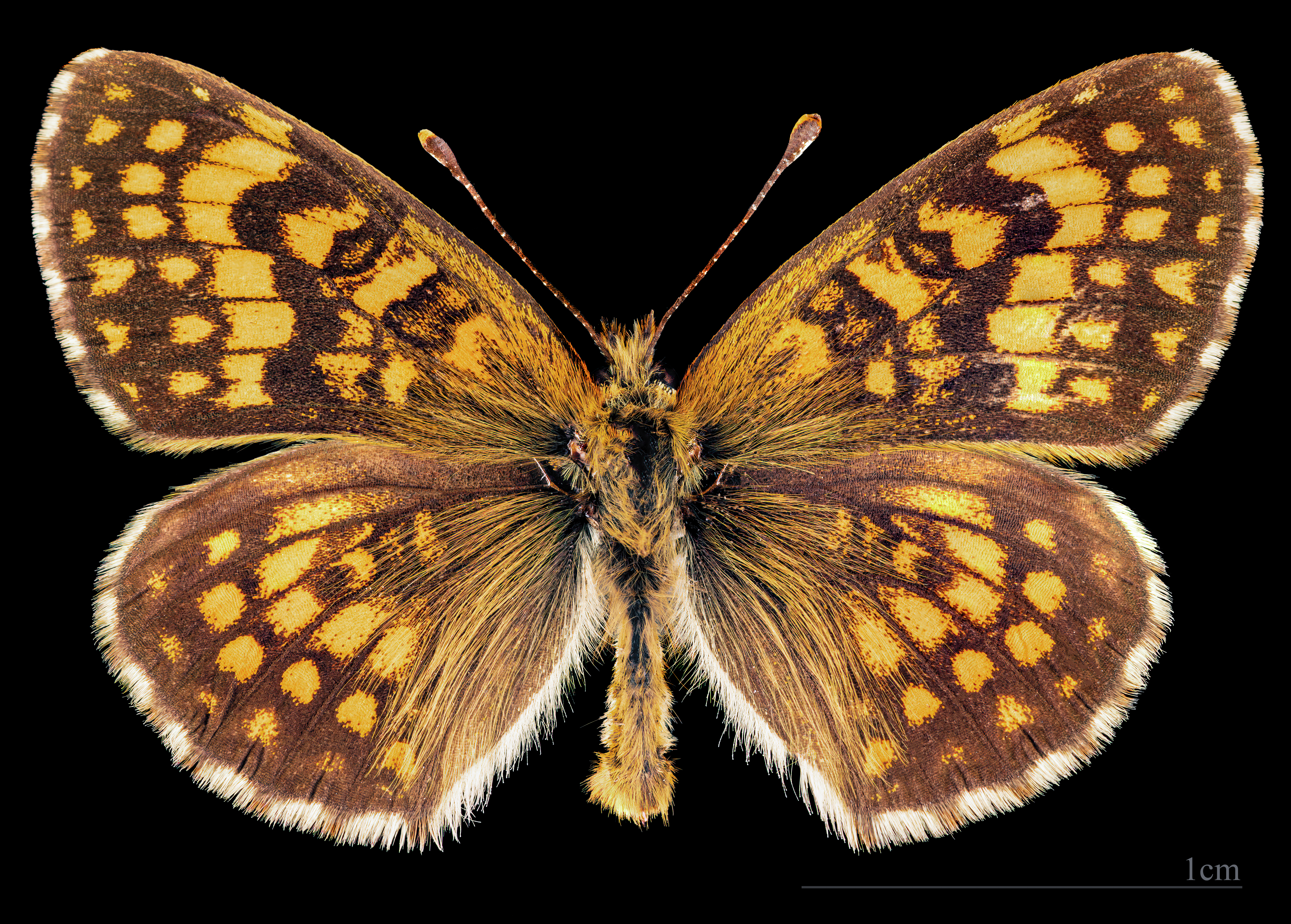
♂
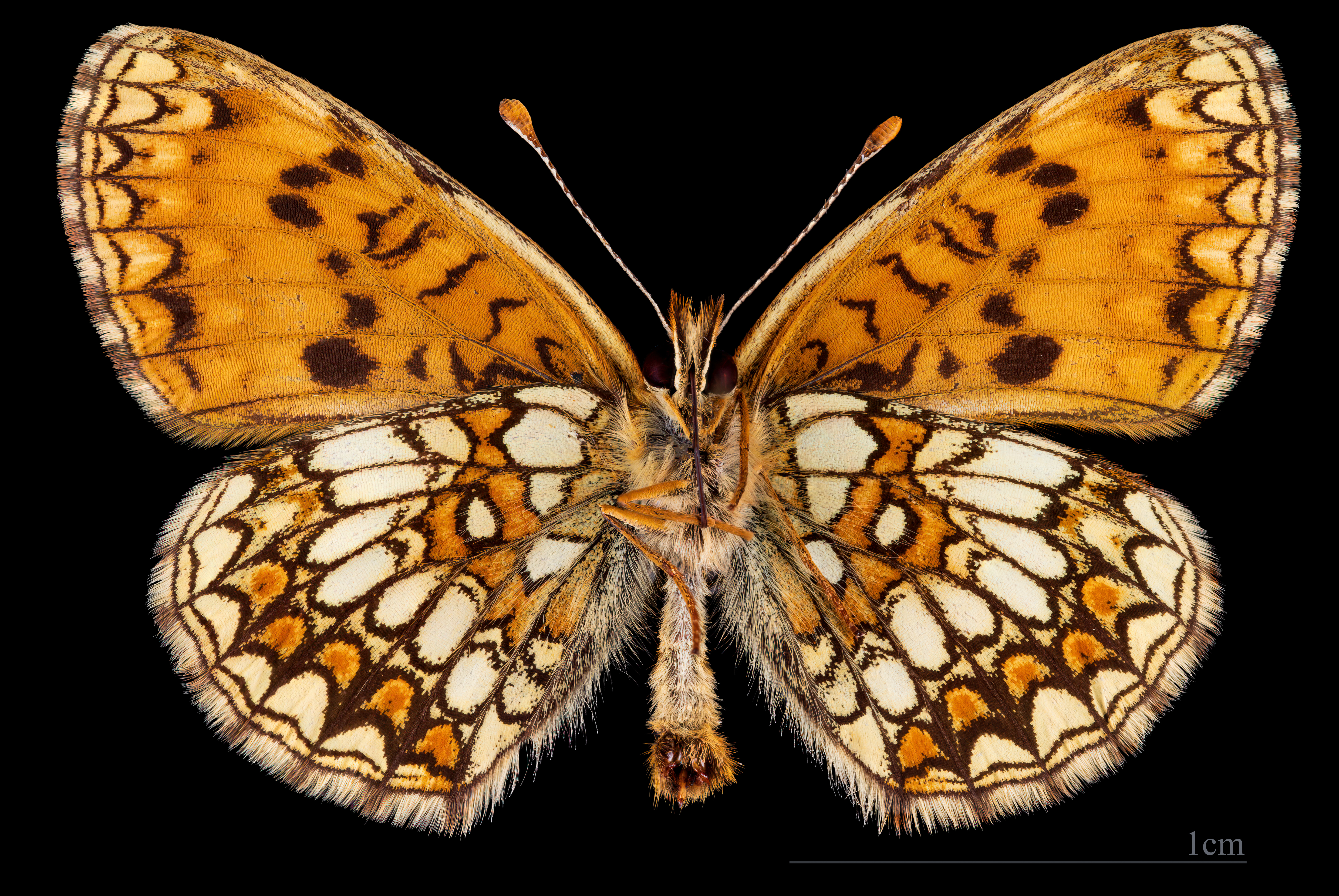
♂ △
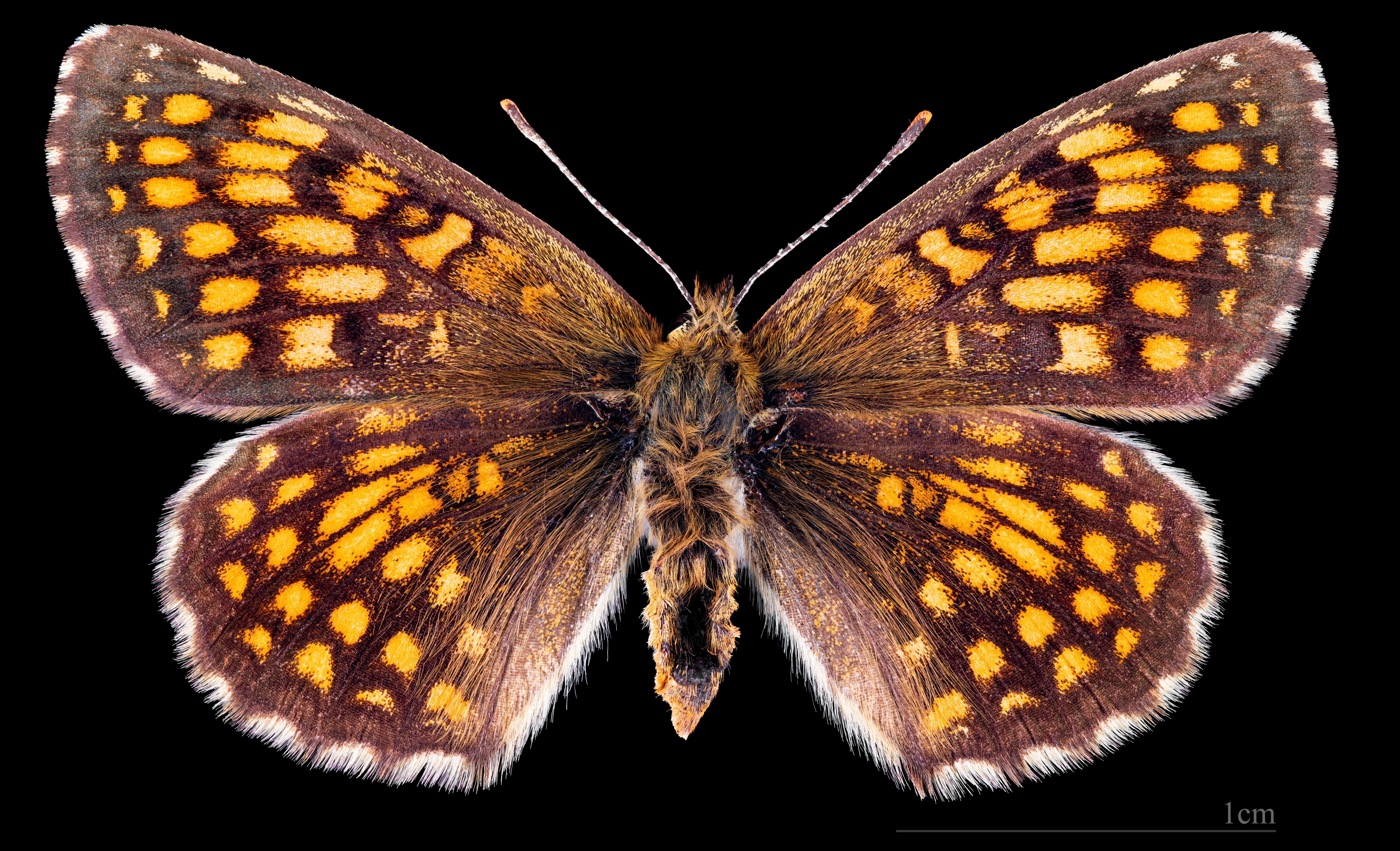
♀
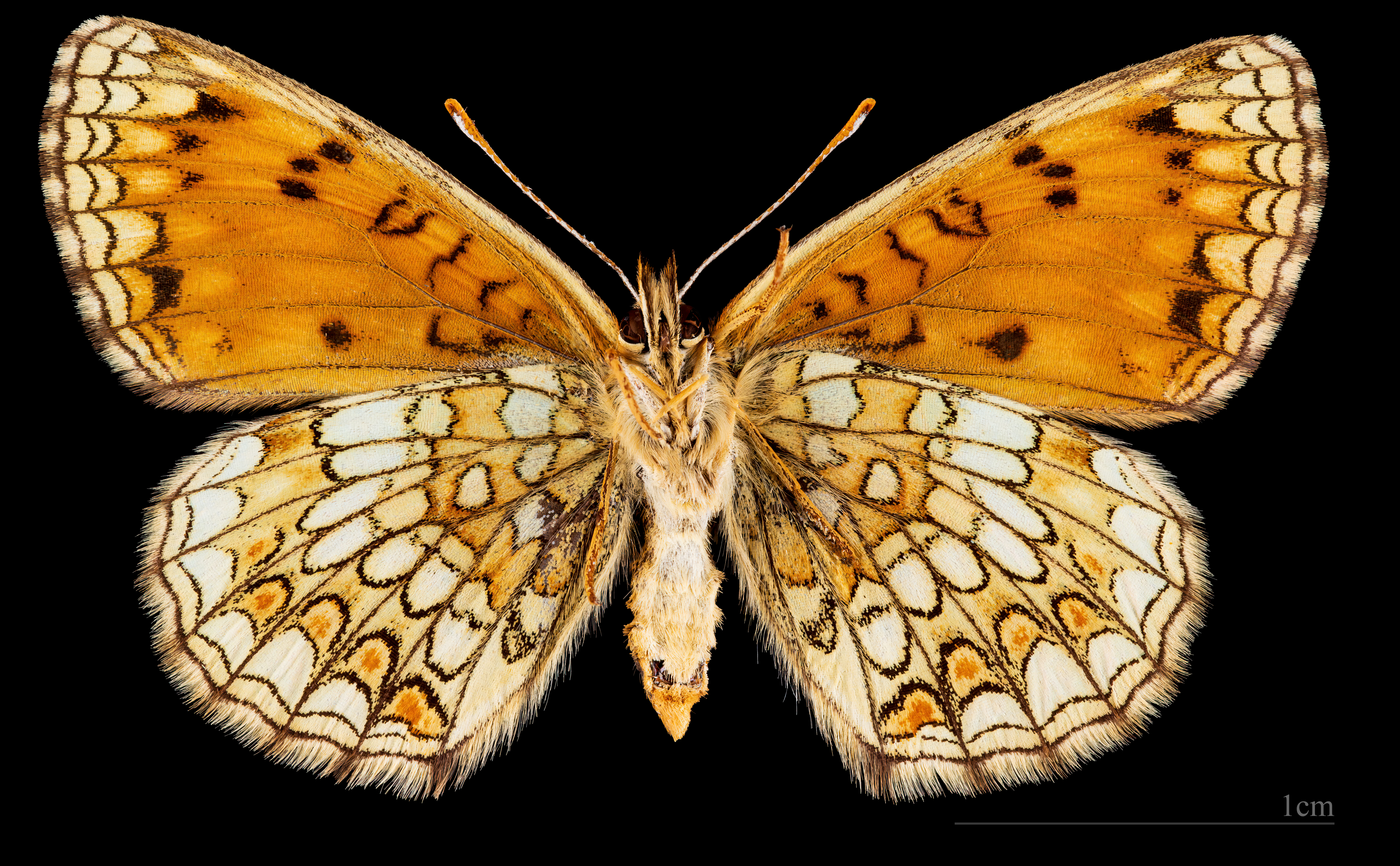
♀ △

- M. a. reticulata Higgins 1955
- M. a. baikalensis (Bremer 1961)
- M. a. hyperborea Dubatolov 1997

Melitaea athalia celadussa